# Skovsangen
|  | Denne artikel er oprettet af botten Steenthbot ud fra en ekstern database. Den kan derfor have sproglige fejl eller mangler. Denne skabelon kan fjernes efter kontrol af indholdet. |

Skovsangen er en animationsfilm fra 2019 instrueret af Andrii Naumenko.

## Handling
Filmen handler om hvad folk fokuserer på og hvad de nogle gange går glip af.